# Antanas Smetona
Antanas Smetona (Užulėnis, 1874. augusztus 10. – Cleveland, 1944. január 9.) Litvánia teljhatalmú államfője a demokratikus majd az autorier korszakban 1919-1920-ig majd 1926-tól az 1940-es szovjet megszállásig. A 20. századi litván történelem és politika egyik legfontosabb és legkiemelkedőbb alakja. A litván konzervatív jobboldal vezére. A nacionalizmus ideológusa. Autokratikus uralma alatt Litvánia sok fejlődést ért el gazdaságilag és belpolitikailag. Az ő rendszere volt az első Európában, amely felvette a harcot a nácizmussal bírósági tárgyalások és elítélések keretein belül. Uralmának végét a szovjet megszállás jelentette. Amerikában halt meg.   

## Fiatalkora
Smetona augusztus 10-én látta meg a napvilágot a litván Užulėnis faluban, az Orosz Birodalomban. Nem rendelkezett nagy és magas presztízzsel bíró ősökkel, felmenői mind gazdálkodók voltak. A családban kilenc gyermek közül ő volt a nyolcadik. Apja 1885-ben halt meg, amikor Smetona csak 11 éves volt, és az anyagi nehézségeik ellenére egy évvel később Smetonát és testvérét iskolába küldték. A nagy orosz nyomás miatt csak oroszul tanulhattak. Az iskoláztatás édesapja utolsó kérése volt, mert nagy reményeket fűzött fiához. Anyja azt remélte, hogy pap lesz és kitörhet a szegénységből. Az 1889-es érettségi után Smetona tovább akarta folytatni tanulmányait, de a gimnáziumok csak 12 éves korukig tanulhattak, ő pedig már 15 éves volt. Emiatt kénytelen volt magántanuló lenni Ukmergében. Nyáron 1891-ben megpróbált felvételt nyerni a Liepāja Gymnasium-ba, de elutasították. Ehelyett a palangai gimnáziumhoz fordult, amelynek korhatárai nem voltak. Smetona példaértékű tanuló volt (a három legjobb tanuló egyike) Hallgatói kollégium felügyelőjeként ingyen kapott lakást, és magánórák biztosításával tudta eltartani magát. Mivel Palanga közel volt Kelet-Poroszországhoz , könnyebb volt litván irodalmat beszerezni, amelyet a cári hatóságok betiltottak és szigorúan felügyelték. Smetona elkezdett olvasni litván folyóiratokat és történelemkönyveket, köztük Maironis Litvánia történetét. Diploma szerzés után a családja ösztönözte arra, hogy menjen Kaunas-ba és tanuljon papnak. De Smetona nem érzett sem vágyat, sem késztetést arra, hogy papnak álljon. Ehelyett Lettországban beiratkozott a Jelgavai Egyetemre. Itt alakult ki a litván nemzeti ébredés és ennek a mozgalomnak sok más fontos szereplője is itt tanult, akik később Smetona társai lettek (Juozas Tūbelis és Vladas Mironas). A nyelvésztanárával Jonas Jablonskis-szal jó kapcsolatot alakított ki. Smetona Jablonskis révén ismerte meg jövendőbeli feleségét, Sofija Chodakauskaitit.

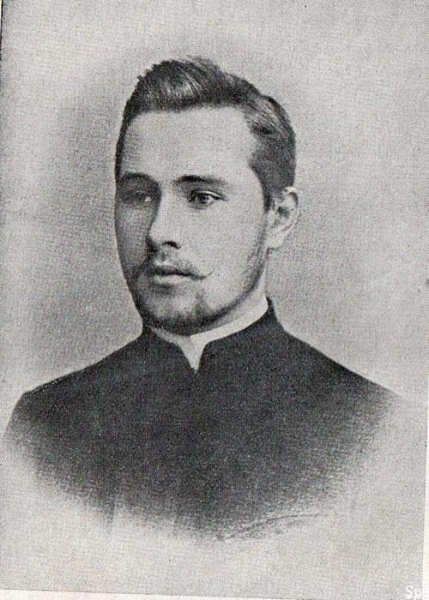

1896 őszén a Jelgava Gimnázium adminisztrációja arra kényszerítette a litván diákokat, hogy oroszul mondják el imáikat, míg a lett és német diákoknak megengedték anyanyelvük használatát. Smetona és más hallgatók megtagadták és kizárták őket. A legtöbben később beleegyeztek, hogy oroszul imádkozzanak, és újra felvették őket az iskolába, de a maroknyi embernek, aki visszautasította ezt, megtiltották más iskolába járást. Az érettségi után 1897-ben Smetona belépett a Szentpétervári Egyetem Jogi Karára. Inkább a történelem, nyelvek és az országok érdekelték, de tudta, hogy katolikusként papra, ügyvédre vagy orvosra korlátozódhat a választása, ha Litvániában szeretne dolgozni. 
1898-ban Smetona és a szobatársa, Vladas Sirutavičius litván történelmi és irodalmi műveket sokszorosítottak. De mivel nyelvtanilag hiányos volt, ezért Jonas Jablonskis segített nekik. A nyelvtan 1901-ben jelent meg, és alapvető munkává és művé vált litván nyelv fejlődésében.

## Korai tevékenységek
Az egyetem elvégzése után 1902 -ben Vilniusba költözött, és 1915 -ig a Vilnius Land Bankban dolgozott. Aktív résztvevője lett a litván kulturális életnek, és 1926 decemberéig elnökké válásáig jelentős időt és energiát szentelt a litván öntudat és kultúra ápolására. Smetona a vilniusi első napjaitól kezdve bekapcsolódott a különböző litván nacionalista csoportok tevékenységébe, később csatlakozott a Litván Demokrata Párthoz , amelyet a vilniusi Nagy Szövetségben képviselt. Később megválasztották az Elnökségbe. Több hírlapot is alapított 1905 és 1907 között (Vilniaus žinios Lietuvos ūkininkas) Ezek az újságok és mondanivalójuk általában konzervativizmusra és a nemzeti egységre helyezték a hangsúlyt.

## Politika
Az első világháború idején a háború áldozatainak megsegítésére szolgáló litván segítőegylet központi bizottságának első alelnöke, majd elnöke volt. 1916 nyarán Antanas Smetona más vilniusi litvánokkal együtt memorandumot nyújtott be a keleti front német főparancsnokának, amelyben követelték a litván nemzet független államhoz való jogát. 1917. szeptember 6-án megkezdte a Lietuvos Aidas (Litvánia visszhangja) újság nyomtatását, kiadóként és főszerkesztőként dolgozott.                1917. szeptember 18. és 22. között részt vett a vilniusi litván konferencián, és a Litván Tanács (későbbi Államtanács ) elnökévé választották. 1918. február 16-án Antanas Smetona aláírta Litvánia függetlenségi okmányát. 1918 decembere és 1919 márciusa között elsősorban Németországban és a skandináv országokban élt , hitelt vett fel a litván függetlenségi ügy érdekében. 1919. április 4-én a Litván Államtanács Smetonát választotta a Litván Köztársaság első elnökévé.
1924 és 1940 között a Nemzetközi Bank igazgatóságának alelnöke volt.

## Autorier vezető

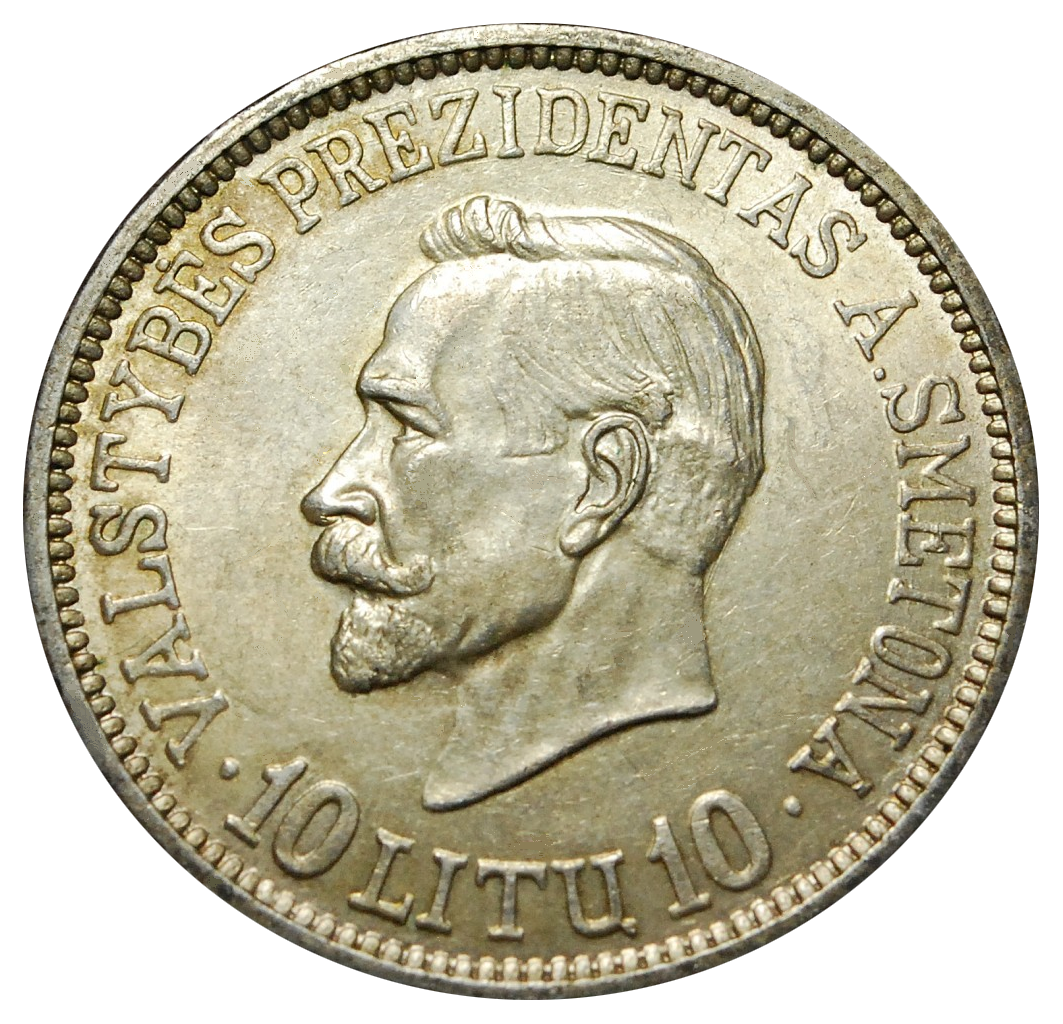
Litván 10 litas érme Smetona arcával

1926 decemberében a hadsereg a jobboldali Litván Nacionalista Unió és a kereszténydemokraták támogatásával államcsínyt hajtott végre. Kijelölte Augustinas Voldemarast miniszterelnöknek. Az új alkotmány szerint Litvánia demokratikus állam marad, megnőtt elnöki hatalommal. Smetona rendeletekkel kormányzott, parlament nélkül; új alkotmánya mind a végrehajtói, mind a törvényhozási jogkörrel felruházta őt, amikor a Seima nem ülésezett. 1931-ben és 1938-ban újraválasztották elnöknek. Nacionalistaként a litván egységre helyezte a hangsúlyt Üldözte az illegálisan tevékenykedő kommunista pártot. 1934-től fokozatosan elkezdett romlani a viszony az ekkor már náci Németországgal.
Smetona rendszere volt az első Európában aki keményen fellépett a nácizmus ellen. Ernst Neumann és von Sass tárgyalása volt az első kísérlet a nácik bíróság elé állításának. 76 nemzetiszocialistát börtönbe vetettek. 
1938-ra a Memel nehéz kérdéssé vált a litván kormányzat számára.  Az állami költségvetések durván egynegyedét fordította védekezésre. Smetona kormánya óvatosan bánt az iparosítással és az ipar kérdéseivel, mivel támogatóbázisa a domináns vidéki paraszti lakosságban volt.  
Smetona uralma alatt Litvánia gazdaságilag virágzani kezdett. Kaunasban felsőoktatási intézmények nyíltak, az irodalom és a kultúra is fellendült az országban. A katolikus egyház szerepe és tekintélye nőtt. A növekvő életszínvonal miatt a születésszám magas volt. A konzervatív autorier rendszer stabilitást hozott az országnak, miközben harcolt a szélsőjobb- és szélsőbaloldal ellen. A mezőgazdasági termelés a szovjet megszállás idején kétszer annyi volt, mint azelőtt.

### Szovjet megszállás
Litvániát 1940-ben a szovjet csapatok megszállták. Miután a szovjetek benyújtottak egy ultimátumot a litvánoknak, Smetona inkább az ellenállást és az antikommunista harcot választotta. A megszállás előtt, Antanas Merkys miniszterelnökhöz fordult az elnöki feladatok ellátása miatt. Mikor Smetona elhagyta Kaunast azt mondta: "Nem akarom saját kezemmel Litvániát bolsevik állammá tenni!". 
Smetona Svájcba menekült először. Merkys lemondott és Justas Paleckist nevezték ki az állam élére. Paleckis valójában csak egy szovjet báb volt, aki elintézte, hogy Litvánia kommunista megszállás alá kerüljön még időben. Mivel Smetona soha nem mondott le ezért Paleckist vagy Merkyst sem ismerték el legitim vezérnek.
Smetona végül 1941-ben érkezett meg New Yorkba. Mintegy 30 amerikai újságíró és fotós, valamint litván-amerikai nagykövetek köszöntötték. 1942-ig Chicagóban élt, majd végül Ohióban telepedett le.

## Halála
1944-ben tűz ütött ki ohioi lakásukban. A fiuk, Julius épségben kimenekült anyjával együtt, de Smetonát nem találták sehol. A férfi alapból lázzal és influenzával küszködött, ezért a kimenekülés előtt a kabátját kereste. Julius visszafutott hogy kimentse apját. A második emeleten találták meg, nem égett halálra, de nagyobb sebeket szerzett. A kórházba menet meghalt.
Felesége, Sofija 1968. december 28 -án halt meg Clevelandben.
A házaspárt túlélte lányuk, Marija Danutė Smetonaitė (1905–1992), fia Julius Rimgaudas Smetona (1913–1974). Smetona unokái és leszármazottai még a mai napig élnek.